# Johann Samuel Ersch
Johann Samuel Ersch (Głogów, 23 giugno 1766 – Halle sul Saale, 16 gennaio 1828) è stato un bibliografo, bibliotecario e bibliofilo tedesco. È considerato il fondatore della bibliografia moderna in Germania.

## Biografia
Nel 1785 entra all'università di Halle per studiare teologia, ma poi si interessa di bibliografia, storia e geografia. Di questa materia conosce il professore, Johann Ernst Fabri, che segue a Jena quando viene nominato professore di storia e statistica presso quell'università,aiutandolo anche su alcune pubblicazioni.
Nel 1806 fu nominato professore di Geografia e Statistica all'università di Halle; nel 1808 fu nominato direttore della Biblioteca nella stessa città. Nel 1818 fondò con Johann Gottfried Gruber, e diresse fino alla morte, l'Allgemeine Encyclopädie der Wissenschaften und Künste (Enciclopedia Universale delle Scienze e delle Arti).
Nel 1788 pubblica il Verzeichnis aller anonymischen Schriften, come supplemento alla quarta edizione del Gelehrtes Deutschland di Johann Georg Meusel. Le ricerche necessarie per questo lavoro gli suggeriscono la preparazione di un Repertorium über die allgemeinen deutschen Journale und andere periodische Sammlungen für Erdbeschreibung, Geschichte, und die damit verwandten Wissenschaften (Lemgo, 1790–92). La fama acquisita grazie a questa pubblicazione  lo porta a essere contattato da Christian Gottfried Schütz e Christoph Wilhelm Hufeland per preparare un Allgemeines Repertorium der Literatur, pubblicato in otto volumi (Jena e Weimar, 1793–1809), che condensa la produzione letteraria di quindici anni (1785–1800), e include un resoconto non solo dei libri pubblicati in quegli anni, ma anche di articoli in periodici e riviste e perfino delle critiche subite da ogni libro.
Mentre è così impegnato Ersch pianifica anche La France littéraire, pubblicato ad Amburgo in cinque volumi, dal 1797 al 1806. Nel 1795 va ad Amburgo come editore del Neue Hamburger Zeitung, fondata da Victor Klopstock, fratello di Gottlieb Klopstock, ma ritorna nel 1800 a Jena per prendere parte attiva all' Allgemeine Literaturzeitung. Ottiene nello stesso anno il ruolo di bibliotecario dell'università, e intorno al 1802 quello di professore.
Nel 1803 Ersch accetta la cattedra di geografia e statistica a Halle, e nel 1808 diventa bibliotecario principale. Sempre ad Halle progetta un Handbuch der Deutschen literatur seit der mitte des achtzehnten jahrhunderts bis auf die neueste zeit (Lipsia, 1812–14) and, con Johann Gottfried Gruber, l' Allgemeine Encyclopädie der Wissenschaften und Künste (Lipsia, 1818) che continua fino al diciottesimo volume. L'accuratezza di questa monumentale enciclopedia la rende un libro di riferimento indispensabile. Muore, a 61 anni, a Halle.

## Opere
- Allgemeine Encyclopadie der Wissenschaften und Künste in alphabetischer Folge, von genannten Schriftstellern bearbeitet und herausgegeben von J.S. Ersch und J.G. Gruber, mit Kupfern und Charten, Leipzig: im Verlage von Johann Friedrich Gleditsch, 1818-1889
- Literatur der Philologie, Philosophie und Pädagogik seit der Mitte des achtzehnten Jahrhunderts bis auf die neueste Zeit systematisch bearbeitet und mit den nothigen Registern versehen von Johann Samuel Ersch, aus dessen Handbuche der deutschen Literatur besonders abgedruckt. Den Herren Professoren Gesenius, Hoffbauer, Schutz, Vater und Wahl zu Halle und Königsberg gewidmet, Amsterdam und Leipzig: Kunst und Industrie Comptoir, 1812
- Handbuch der philosophischen Literatur der Deutschen von der Mitte des XVIII. Jahrhunderts bis zum Jahre 1850, Ersch-Geissler; Vorwort und Registerbearbeitung von Lutz Geldsetzer, Düsseldorf: Stern-Verlag Janssen & Co., 1965
- Allgemeines Repertorium der Literatur fur die Jahre 1785, Bern: Lang, 1969-1970
- La France litteraire contenant les auteurs francais de 1771 a 1796, Geneve: Slatkine Reprints, 1971
- Handbuch der Deutschen Literatur seit der Mitte des XVIII. Jahrhunderts bis auf die neueste Zeit mit Registern, Hildesheim, Zürich, New York: G. Olms, 1982